# Château de Talaud
 (août 2020).
Le château de Talaud est situé à Loriol-du-Comtat dans le Vaucluse. Sa construction date de 1757. Le bâtiment est inscrit au titre des monuments historiques depuis le 13 septembre 1988. Outre une activité viticole sur l'aire de production de l'AOC Ventoux, le château abrite une activité d'hôtellerie.

## Historique
Le bâtiment du château date de 1757. Il est inscrit au titre des monuments historiques depuis le 13 septembre 1988. Il fut la propriété du marquis Grille d'Estoublon.

## Activités
Les activités du Château de Talaud sont organisées via une SCEA, enregistrée auprès du RCS d'Avignon, sous le code d'activité 0121Z : culture de la vigne. Pour autant, le domaine a développé une activité hôtelière, implantée dans le château du domaine, inscrit aux monuments historiques.
Le domaine est le seul à avoir son caveau sur la commune de Loriol-du-Comtat. La plupart des vins du Château de Talaud sont produits selon le cahier des charges de l'AOC Ventoux.